# ラウル・ロサノ
ラウル・ルシオ・ロサノ（Raúl Lucio Lozano, 1956年9月3日 - ）は、アルゼンチンの男子バレーボール選手、指導者。

## 来歴
ラプラタ出身。
2006年世界選手権でポーランド男子代表を準優勝に導いた。2009年からドイツ男子代表監督を務めた。
2015年4月29日、ポーランドリーグのチャルニ・ラドムの監督に就任した。
2015年11月17日、バレーボールイラン男子代表の監督に就任、2016年リオデジャネイロオリンピックのバレーボール競技・男子世界最終予選兼アジア予選にかけ、結果はリオデジャネイロオリンピック本選出場に切符を手に入れた。
2017年、中国男子代表の監督に就任。
2022-23シーズンよりJTサンダーズ広島の監督に就任した。
2024年、JTの監督を退任。ウクライナ男子代表の監督に就任した。

## 指導歴
- エストゥディアンテス・ラプラタ（1974-1978年）
- ヒムナシア・ラプラタ（1979-1981年）
- オブラス・サンフアン（1981-1983年）
- フェロ・カリル・オエステ（1983-1987年）
- バレー・ポルデノーネ（1987-1988年）
- インドーミタ・サレルノ（1988-1989年）
- マルコーニ・スポレート（1990-1991年）
- ゴンザーガ・ミラノ（1991-1994年）
- バレーボールスペイン男子代表（1994-1997年）
- ルーベ・マチェラータ（1997-1998年）
- パレルモ・バレー（1998-2000年）
- バレーボールスペイン男子代表（1999-2000年）
- シスレー・バレー（2000-2001年）
- イラクリス・テッサロニキ（2002-2003年）
- ルーベ・マチェラータ（2003-2005年）
- バレーボールポーランド男子代表（2005-2008年）
- バレーボールドイツ男子代表（2009-2011年）
- チャルニ・ラドム（2015-2016年）
- バレーボールイラン男子代表（2016年）
- バレーボール中国男子代表（2017-2019年）
- JTサンダーズ広島 （2022-2024年）
- バレーボールウクライナ男子代表
- チャルニ・ラドム（2024年-）